# Катрин Аладжова
Катрин Пенева Аладжова-Кушнирчук (Уилс) (на английски: Katrin Aladjova-Kusznirczuk (Wills)) е българска шахматистка, ФИДЕ майстор за жени от 1986 г. Тя е двукратна световна шампионка за девойки. Състезава се за Австралия от 1991 г.
Започва да тренира шахмат под ръководството на баща си от шестгодишна възраст. Впоследствие се усъвършенства в шахматната школа на Славия. Подготвя се под ръководството на треньорите Лозана Несторова, Емил Карастойчев и Любен Спасов в различни етапи от кариерата си.
При девойките постига значителни успехи. Започва шахматната си кариера през 1982 г. на турнира „Морско конче“ във Варна (до 12 години), където се класира втора. На следващата година вече е шампионка. Отново печели турнира през 1985 г. при девойките до 14 години. Заема призови места и на републиканските отборни и индивидуални първенства за девойки. Става световна шампионка до 16 години в Рио Галегос, Аржентина през 1986, за което получава званието ФИДЕ майстор за жени. Три години по-късно световна шампионка до 18 години в Агуадиля, Пуерто Рико през 1989 г.
Във финалите на републиканските първенства за жени участва три пъти (1987, 1989 и 1990), като най-доброто ѝ класиране е през 1987 и 1989 г., когато разделя 4-6 място.
От 1991 г. живее и се състезава за Австралия, като става републиканска шампионка (1992, 1993 и 1994 г.). Впоследствие почти прекратява шахматната си кариера.
Работи като професионален гримьор дълги години в „Есте Лаудер“ и „Шанел“.
През 2007 г. Катрин Аладжова е официален коментатор на турнира М-Тел Мастърс.